# Kleinmarbach
Kleinmarbach ist ein kleiner Ort im Waldviertel in Niederösterreich, und gehört zur Stadtgemeinde Zwettl-Niederösterreich im Bezirk Zwettl.

## Geografie
Kleinmarbach liegt etwa 8 Kilometer Luftlinie südwestlich von Zwettl, einen Kilometer nordwestlich von Marbach am Walde, an der Gemeindestraße nach Hörweix.
Nachbarorte
|                                     | Josefsdorf (Gem. Groß Gerungs)              | Merzenstein                 |
| Hörweix                             | Kompassrose, die auf Nachbargemeinden zeigt | Rottenbach Marbach am Walde |
| Oberrabenthan (Gem. Rappottenstein) |                                             | Annatsberg                  |

## Geschichte
Kleinmarbach gehört bis zur Abschaffung der Grundherrschaft nicht zum Gut Marbach, sondern zum Stift Zwettl, kirchlich aber zur Pfarre Marbach. 1838 hatte es 14 Einwohner. Laut Adressbuch von Österreich waren im Jahr 1938 in Kleinmarbach eine Schneiderin, ein Schuster und ein Wagner ansässig.

## Nachweise
- 32530 – Zwettl-Niederösterreich. Gemeindedaten der Statistik Austria
- Literaturverzeichnis zu Marbach am Walde. In: Katastralgemeinden – M. Stadtgemeinde Zwettl-NÖ, abgerufen am 21. Januar 2010.

1. ↑  Ortsvorsteher – Alle. Stadtgemeinde Zwettl-NÖ, abgerufen am 28. September 2012.
2. ↑  Strauss: Kirchliche Topographie von Österreich. 1838, Pfarre Marbach, S. 313 (Google eBook, vollständige Ansicht).
3. ↑  Adressbuch von Österreich für Industrie, Handel, Gewerbe und Landwirtschaft, Herold Vereinigte Anzeigen-Gesellschaft, 12. Ausgabe, Wien 1938 PDF, Seite 313